# Sminthopsis aitkeni
Sminthopsis aitkeni is een roofbuideldier uit het geslacht van de smalvoetbuidelmuizen. De wetenschappelijke naam van de soort werd voor het eerst geldig gepubliceerd door Kitchener et al. in 1984.

## Taxonomie
De taxonomische status van deze soort is erg onzeker, de soort wordt door verschillende auteurs ingedeeld als een ondersoort van Sminthopsis fuliginosa.

## Kenmerken
De bovenkant is bruingrijs, de onderkant lichtgrijs. De dunne staart is wat langer dan de kop-romp en heeft hetzelfde kleurpatroon als het lichaam. De kop-romplengte bedraagt 80 tot 93 mm, de staartlengte 90 tot 105 mm, de achtervoetlengte 17,5 mm, de oorlengte 18 mm en het gewicht 20 tot 25 g.

## Verspreiding
Deze soort komt voor in open bos op de westelijke helft van Kangaroo-eiland (Zuid-Australië), waar deze soort het enige endemische zoogdier is. Zijn nauwste verwanten zijn Sminthopsis griseoventer en Sminthopsis boullangerensis uit het zuidwesten van West-Australië.

## Bedreiging
In januari 2020 meldde het Wereld Natuur Fonds dat de soort als gevolg van de hevige natuurbranden in het gebied hoogstwaarschijnlijk geheel is uitgestorven. Na de branden zijn echter nog verschillende individuen waargenomen, zowel in afgebrande gebieden als gebieden die niet geraakt waren door de bosbranden. Waarschijnlijk is wel de meerderheid van de populatie gestorven tijdens de bosbranden.
Sminthopsis aitkeni · Sminthopsis archeri · Sminthopsis bindi · Sminthopsis boullangerensis · Sminthopsis butleri · Dikstaartsmalvoetbuidelmuis (Sminthopsis crassicaudata) · Sminthopsis dolichura · Sminthopsis douglasi · Sminthopsis froggatti · Sminthopsis fuliginosus · Sminthopsis gilberti · Sminthopsis granulipes · Sminthopsis griseoventer · Sminthopsis hirtipes · Sminthopsis leucopus · Sminthopsis macroura · Gewone smalvoetbuidelmuis (Sminthopsis murina) · Sminthopsis ooldea · Sminthopsis psammophila · Sminthopsis stalkeri · Sminthopsis virginiae · Sminthopsis youngsoni